# Станчилова (Караш-Северин)
Станчилова (рум. Stăncilova) насеље је у Румунији у округу Караш-Северин у општини Шопоту Ноу. Oпштина се налази на надморској висини од 371 m.

## Историја
По "Румунској енциклопедији" место је дуго било заселак Новог Сопота, који су ту дошли 1828. године. Након велике поплаве 1910. године становници Сопота су прешли у Станчилову.

## Становништво
Према подацима из 2002. године у насељу је живело 402 становника, од којих су сви румунске националности.